# Lukas Malicsek
Lukas Malicsek (* 6. Juni 1999 in Wien) ist ein österreichischer Fußballspieler.

## Karriere

### Verein
Malicsek begann seine Karriere beim ASC Götzendorf. 2009 kam er in die Jugend des FC Admira Wacker Mödling. Nachdem er zuvor bei der Admira in der Akademie gespielt hatte, debütierte er im Mai 2016 für die Amateure in der Regionalliga, als er am 29. Spieltag der Saison 2015/16 gegen die SV Schwechat in der 59. Minute für Marvin Trost eingewechselt wurde.
Nach nur zwei Spielen für die Zweitmannschaft folgte im Juli 2016 auch sein Profidebüt für die Admira, als er im Cupspiel gegen den Dornbirner SV in der Startelf stand und durchspielte. Im April 2017 debütierte Malicsek schließlich auch in der Bundesliga, als er am 30. Spieltag der Saison 2016/17 gegen den SCR Altach in der 49. Minute für Daniel Toth eingewechselt wurde.
Zur Saison 2019/20 wurde er an den Zweitligisten SV Horn verliehen. Während der Leihe kam er zu 24 Einsätzen für Horn in der 2. Liga.

### Nationalmannschaft
Malicsek debütierte im August 2015 gegen Montenegro für die österreichische U-17-Auswahl. Mit dieser nahm er 2016 auch an der Europameisterschaft teil, bei der man im Viertelfinale an Portugal scheiterte. Malicsek kam während des Turniers in drei von vier Spielen der Österreicher zum Einsatz.
Im September 2016 spielte er gegen Belgien erstmals für die U-18-Auswahl. Im August 2017 kam er gegen Norwegen zu seinem ersten Einsatz für die U-19-Mannschaft. Im März 2019 spielte er gegen Norwegen erstmals für die U-20-Auswahl.
Im September 2019 debütierte er gegen Andorra für die U-21-Mannschaft.

## Persönliches
Sein Bruder Philipp (* 1997) ist ebenfalls Fußballspieler, wie auch sein Cousin Manuel Maranda.